# 핍 (사우스 파크)
필립 "핍" 필럽 (Phillip "Pip" Pirrup)은 《사우스 파크》에서 되풀이해서 나오는 등장인물 중 한 명이다. 그의 목소리는 맷 스톤이 연기했다.
핍은 종종 《사우스 파크》에서 자주 괴롭혀졌던 등장인물이다. 핍은 찰스 디킨스의 소설인 《위대한 유산》의 주역을 많이 기초로 하였다.  핍은 프랑스어를 빈번하게 (그의 강렬한 자극에) 틀리는 서두른 영국 학생 교환 프로그램에 의해서 오게 되었다. 이건 핍이 프랑스 사람들을 미워하게 만든 계기였다. 핍은 그의 부모님이 죽었다고 말한다. 사우스 파크에 오기 전에, 그는 영국의 스트랫퍼드의 스트랫퍼드샤인 초등학교에 다니고 있었고, 궁술에 능했다. 이 점은 여전히 사우스 파크에 계속 살 때까지, 영국 고아원은 그를 데려가지 않을 것이다. 비록 예전에 중심 인물이었지만, 핍의 역할은 버터스가 더 중대해 짐에 따라 떨어졌다. 그는 다른 아이들 뒤에서 배경에 나오는 등장인물로 나온다. 욕설을 자주 하고 있지는 않지만, 그는 엄청 화났을 때, 욕설을 뱉는다는 것이 알려졌다.

## 주목할 만한 등장들
방송 안된 부분 - 핍은 다른 아이들과 구내 식당에서 이야기를 한다(이 장면은 나중에 "An Elephant Makes Love to a Pig."로 옮겨지게 되었다). 거기서 대담하게 미끄러지게 되는데, 핍은 그의 머리를 차도에 부딪치게 되고 나중에 양호실 가는 것을 방치하게 된다.
- Cartman Gets An Anal Probe - 카트먼의 불타는 방귀가 핍을 덮친다.
- Big Gay Al's Big Gay Boat Ride - 핍은 미식축구팀에서 헬멧없이 뛰는 선수인데, 그럼에도 불구하고, 셰프에 의해서 거절된다. 그는 스탠이 있는 홈게임에서 계속 뛰었고, 미들 파크 팀에게 마구 맞게 된다.
- An Elephant Makes Love to a Pig - 핍은 자그마한 코끼리가 나오면 55달러를 내겠다고 말했다. 핍은 나중에 구내식당에서 애들과 이야기하는데, 카트만이 그의 점심을 발로 차버리게 된다.
- Pink Eye - 좀비가 된 사우스 파크 거주민들 중 한 명이 된다.
- Damien - 핍은 데미안과 친구가 되고, 데미안이 카트먼의 생일파티에서 모두를 즐겁게 해주려고 불이 핍에게 덮치게 만든다. 이것은 그가 많은 군중들보다 더 많이 보이는 최초의 에피소드이다.
- Mecha Streisand - 핍은 화살촉 발굴작업 도중 그가 화살촉을 찾아내었지만 카트만이 그것을 빼앗기 위해 로셈보(서로의 그곳을 차서 오래 버티는 쪽이 이기는 게임)를 하자고 제안했고 핍은 게임에서 지게 된다. 그가 화살촉을 양보하자 카트만은 필요 없다며 그의 앞에 버린다.
- Conjoined Fetus Lady - 핍은 학교 피구팀의 스타 선수가 되고, 혼자서 하는 피구 세계 선수권에서 우승하게 된다.
- Summer Sucks - 핍은 여전히 미스터 헷을 찾고 있는 게리슨 선생을 지켜보는 오직 한 사람이다. 그는 또한 애들에게 자기가 부모님이 없어서 혼자 있을 수 없어서 계절학교를 가야 된다고 아이들에게 말한다. 에피소드 마지막에서 핍은 여러 그룹과 "Mr. Hankey, The Christmas Poo"를 부르고 있는 장면이 보이게 된다.
- Sexual Harassment Panda - 핍은 카트먼이 그에게 오랄 섹스를 하라고 말했다고 1.6백만 달러를 학교에서 받는 소송에서 승리하게 된다.
- Two Guys Naked in a Hot Tub - 유성우 파티에 버터스와, 더기와 스탠과 같이 밤을 지내게 된다. 핍은 그가  스트랫퍼드 초등학교에 있을 때 궁술을 잘했다고 밝히게 된다.
- Hooked on Monkey Phonics - 핍은 왕따 취급을 당하며, 스탠은 그에게 억지로 "날 때려줘"라고 말하게 만든다. 그는 나중에 다른 소년들과 마크 코스워드를 깃대에 테이프로 감아놓는 계획을 할 때 참석하게 된다. 축제에서 마크의 동생인 레베카는 파티에서 그와 춤을 같이 춘다.
- Cartman's Silly Hate Crime 2000 - 핍은 버터스에게 다른 사람 누구에게나 나중에 슬퍼하게 되는 일에 대해서 위안을 받게 된다. 에피소드의 마지막에서, 그는 카트먼보고 "뚱보"라고 말하자, 카트먼은 그에게 돌은 던지게 되고, 그는 다치게 된다. 여기서 그가 욕을 처음으로 하게 된다.
- Pip - 핍은 찰스 디킨스의 소설인 위대한 유산을 좀 바꾼 이야기의 주인공이된다.
- Proper Condom Use - 에피소드의 마지막 부분에서 핍은 남자애들의 군대에 참여하게 된다. 그는 여기서 검은 모호크족이 된다.
- Professor Chaos - 케니를 대신할 4번째 친구 중 한 명에 후보로 오르게 된다. 핍은 최후까지 올라갔으나, 그가 홍차를 원하고, 야구경기에서 크럼핏을 원했기 때문에, 트윅에게 자리를 빼앗기게 된다.
- The Return of the Fellowship of the Rings to the Two Towers - 애들이 토큰네 집에서 비디오에 대하여 토론할 때, 핍은 그들 그룹에서 엘프로 연기했다.
- 201 - 바브라 스트라이샌드를 말리려고 했지만 깔려 죽고 만다.

7시즌 10에피소드에서 핍은 보통 뒷배경에 그를 알아볼 수 있는 모자만 나온다. 그의 얼굴은 "Fat Butt and Pancake Head"와, "South Park Is Gay"(여기서 그는 다른 머리모양을 갖게 된다), "The Jeffersons", 그리고 "Woodland Critter Christmas"에 나오게 된다. 10 시즌에서, 그는 "Mystery of the Urinal Deuce"와 "Go God Go" 에서, 드물게 그의 얼굴이 가깝게 잡히게 된다.
쇼에서 외면받는 핍이지만, 두개의 사우스 파크 게임인 사우스 파크 (게임)와, 사우스 파크 랠리에서 항상 잠겨있는 등장인물로 등장한다.